# Irrational Games
Irrational Games (voorheen kort bekend als 2K Boston/2K Australia) is een computerspelontwikkelaar dat in 1997 werd opgericht door ex-medewerkers van Looking Glass Studios: Ken Levine, Jonathan Chey en Robert Fermier. Op 9 januari 2006 werd het bedrijf gekocht door Take-Two Interactive om spellen uit te brengen voor het 2K Games label. Op 10 augustus 2007 werd de naam van het bedrijf veranderd in 2K Boston/2K Australia. In 2010 werd de naam terug veranderd in Irrational Games. In 2014 werd de studio gereorganiseerd, waardoor veel werknemers werden ontslagen om verder te gaan met een klein team.

## Ontwikkelde spellen
| Release | Titel                           | Platform                                        |
| ------- | ------------------------------- | ----------------------------------------------- |
| 1999    | System Shock 2                  | Linux, Mac OS X, Windows                        |
| 2002    | Freedom Force                   | OS X, Windows                                   |
| 2004    | Tribes: Vengeance               | Windows                                         |
| 2005    | Freedom Force vs the 3rd Reich  | Windows                                         |
| 2005    | SWAT 4                          | Windows                                         |
| 2006    | SWAT 4: The Stetchkov Syndicate | Windows                                         |
| 2007    | BioShock                        | iOS, Mac OS X, PlayStation 3, Windows, Xbox 360 |
| 2013    | BioShock Infinite               | Linux, OS X, PlayStation 3, Windows, Xbox 360   |